# Nereo Manzardo
Nereo Manzardo (Lugo di Vicenza, 30 agosto 1926 – Conegliano, 17 dicembre 2020) è stato un calciatore italiano, attivo come ala negli anni quaranta e cinquanta.

## Carriera
Nato e cresciuto a Lugo di Vicenza, emigrò giovanissimo con la famiglia a Misurata, Libia. Tornato in Italia, esordì nel Baracca Lugo, negli anni dell'immediato dopoguerra. Nella stagione 1949-50 fu protagonista di un buon campionato di Serie B, nelle file del Legnano, che si piazzò al terzo posto finale sfiorando la promozione, realizzando 8 reti e mettendosi in luce come un'ala rapida e sgusciante, capace di prendere in velocità le difese avversarie.
Impostosi all'attenzione di clubs più blasonati, venne pertanto acquistato dall'Inter, dove però non riuscì ad emergere, disputando due soli incontri del campionato di Serie A 1950-1951. A fine stagione fu ceduto al Torino, che lo girò al Catania in B, ma anche in Sicilia fu fra i rincalzi, scendendo in campo in sole 13 occasioni. 
Tornò quindi al Legnano, appena retrocesso dalla Serie A, dove ritrovò l'antico smalto, trascinando con 12 reti i lilla al ritorno immediato in Serie A nella stagione 1952-53, e l'annata successiva realizzò 11 reti che ne fecero il miglior marcatore di sempre della formazione lombarda in massima serie, ma non valsero tuttavia ai lilla ad evitare l'ultimo posto finale.
Passò quindi al L.R. Vicenza, in Serie B; con 7 reti contribuì alla trionfale stagione dei biancorossi che si aggiudicarono il campionato con 8 punti di vantaggio sulla seconda. L'annata successiva in Serie A vide tuttavia Manzardo scendere in campo in 3 sole occasioni.
Chiuse l'attività agonistica in formazioni venete (Treviso e Vittorio Veneto) nelle serie minori.
In carriera ha totalizzato complessivamente 37 presenze e 11 reti in Serie A e 104 presenze e 29 reti in Serie B.

## Palmarès

### Club

#### Competizioni nazionali
- Campionato italiano di Serie B: 1

L.R. Vicenza: 1954-1955